# Ungheni (Moldavia)
Ungheni è una città della Moldavia capoluogo del distretto omonimo di 38.400 abitanti al censimento del 2014.

## Amministrazione

### Gemellaggi
Ungheni è gemellata con le seguenti città:
- Konin, dal 2000
- Reghin, dal 2006
- Carmen, dal 2006
- Vasyl'kiv, dal 2003
- Dmitrovsk, dal 2003